# إلينا ديلي دوني
إلينا ديلي دوني (بالإنجليزية: Elena Delle Donne) (مواليد 5 سبتمبر 1989)، هي لاعبة كرة سلة أمريكية سابقة، لعبت عشرة مواسم محترفة مع فريقي واشنطن ميستكس وشيكاغو سكاي. لعبت ديلي دون في المرحلة الجامعية مع فريق ديلاوير بلو هينز بين عامي 2009 و2013. اختيرت في المرتبة الثانية خلال مسودة دوري النساء للمحترفين عام 2013 من قبل فريق شيكاغو سكاي، وقادت الفريق إلى نهائيات الدوري عام 2014، حيث خسر أمام فريق فينيكس ميركوري. في عام 2017، انتقلت إلى فريق واشنطن ميستكس، وقادت الفريق للفوز بأول بطولة في تاريخ الدوري عام 2019.
فازت ديلي دون بجائزتي أفضل لاعبة في الدوري في عامي 2015 و2019، وتم اختيارها لسبع مرات في فرق النجوم. كما كانت أول لاعبة في تاريخ الدوري تنضم إلى نادي 50–40–90، المرموق لنسب التسديد المتميزة. في عام 2021، أدرجت ضمن قائمة The W25 التي تضم أفضل 25 لاعبة في أول 25 عامًا من الدوري. وتمتاز ديلي دون بأعلى نسبة تسديد رميات حرة في تاريخ الدوري بنسبة 93.7%.

## الميداليات
| الميدالية | المسابقة                       |
| --------- | ------------------------------ |
| ذهبية     | الألعاب الأولمبية الصيفية 2016 |
| ذهبية     | الألعاب الجامعية الصيفية 2011  |

## روابط خارجية
- هذه المقالة غير مرتبط بويكي بيانات